# Danh sách cầu thủ tham dự Giải vô địch bóng đá Nam Mỹ 1949
Đây là danh sách đội hình các đội tuyển tham dự Giải vô địch bóng đá Nam Mỹ 1949. Các đội tuyển tham gia gồm Bolivia, Brasil, Chile, Colombia, Ecuador, Paraguay, Peru và Uruguay. Argentina bỏ giải. Các đội thi đấu vòng tròn một lượt, mỗi trận thắng được tính 2 điểm, hòa tính 1 điểm, thua tính 0 điểm.

## Brasil
Huấn luyện viên: 

| Số | VT | Cầu thủ | Ngày sinh (tuổi) | Trận | Bàn | Câu lạc bộ |
| -- | -- | ------- | ---------------- | ---- | --- | ---------- |

## Bolivia
Huấn luyện viên: 

| Số | VT | Cầu thủ | Ngày sinh (tuổi) | Trận | Bàn | Câu lạc bộ |
| -- | -- | ------- | ---------------- | ---- | --- | ---------- |

## Chile
Huấn luyện viên: 

| Số | VT | Cầu thủ | Ngày sinh (tuổi) | Trận | Bàn | Câu lạc bộ |
| -- | -- | ------- | ---------------- | ---- | --- | ---------- |

## Colombia
Huấn luyện viên:  Friedrich Donnenfeld

| Số | VT | Cầu thủ             | Ngày sinh (tuổi)           | Trận | Bàn | Câu lạc bộ  |
| -- | -- | ------------------- | -------------------------- | ---- | --- | ----------- |
| —  | TM | Dagoberto Ojeda     |                            | 0    | 0   | Junior      |
| —  | TM | Efraín Sánchez      | 26 tháng 2, 1926 (23 tuổi) | 7    | 0   | San Lorenzo |
| —  | HV | Mario Marriaga      |                            | 0    | 0   | Junior      |
| —  | HV | Gabriel Mejía       |                            | 14   | 0   | Junior      |
| —  | HV | Humberto Picalúa    |                            | 12   | 0   | Junior      |
| —  | TV | Luz Gastelbondo     |                            | 2    | 0   | Junior      |
| —  | TV | Casimiro Guerra     |                            | 3    | 0   | Junior      |
| —  | TV | Emiliano Gutiérrez  |                            | 0    | 0   | Junior      |
| —  | TV | Guillermo Muñoz     |                            | 0    | 0   | Junior      |
| —  | TĐ | Fulgencio Berdugo   | 14 tháng 6, 1918 (30 tuổi) | 8    | 3   | Junior      |
| —  | TĐ | Octavio Carrillo    |                            | 6    | 0   | Junior      |
| —  | TĐ | Lancáster de León   |                            | 3    | 0   | Junior      |
| —  | TĐ | Rigoberto García    |                            | 8    | 2   | Junior      |
| —  | TĐ | Luis González Rubio |                            | 13   | 6   | Junior      |
| —  | TĐ | Alfonso Pedraza     |                            | 0    | 0   | Junior      |
| —  | TĐ | Alfredo Pérez       |                            | 0    | 0   | Junior      |
| —  | TĐ | Apolinar Pérez      |                            | 3    | 0   | Junior      |
| —  | TĐ | Nelson Pérez        |                            | 0    | 0   | Junior      |
| —  | TĐ | Octavio Ruiz        |                            | 4    | 0   | Junior      |
| —  | TĐ | Arturo Ucrós        |                            | 0    | 0   | Junior      |

## Ecuador
Huấn luyện viên: 

| Số | VT | Cầu thủ | Ngày sinh (tuổi) | Trận | Bàn | Câu lạc bộ |
| -- | -- | ------- | ---------------- | ---- | --- | ---------- |

## Paraguay
Huấn luyện viên: 

| Số | VT | Cầu thủ | Ngày sinh (tuổi) | Trận | Bàn | Câu lạc bộ |
| -- | -- | ------- | ---------------- | ---- | --- | ---------- |

## Peru
Huấn luyện viên: 

| Số | VT | Cầu thủ | Ngày sinh (tuổi) | Trận | Bàn | Câu lạc bộ |
| -- | -- | ------- | ---------------- | ---- | --- | ---------- |

## Uruguay
Huấn luyện viên: 

| Số | VT | Cầu thủ | Ngày sinh (tuổi) | Trận | Bàn | Câu lạc bộ |
| -- | -- | ------- | ---------------- | ---- | --- | ---------- |